# Jagger–Richards

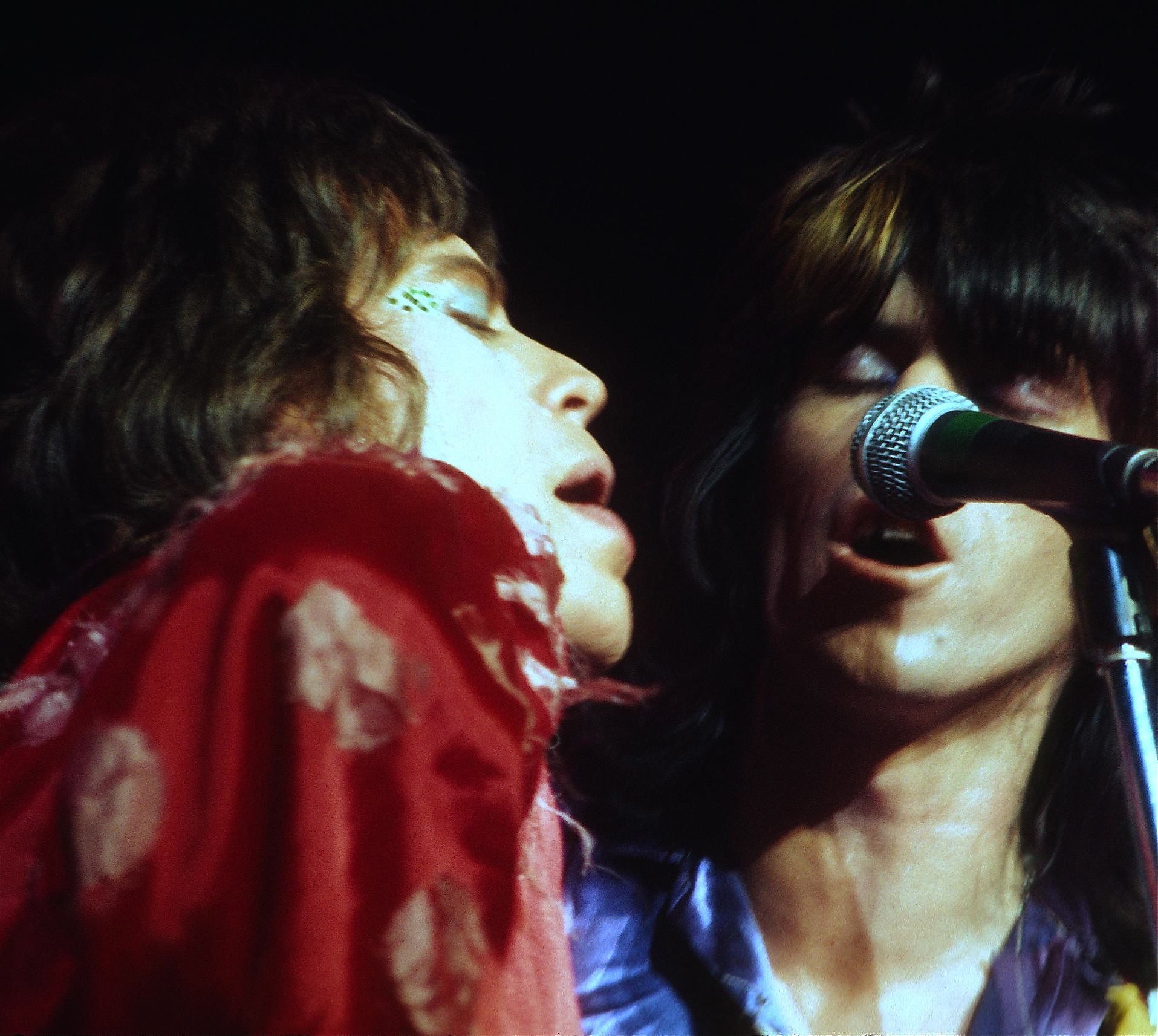
Jagger (esquerda) e Richards (direita) em junho de 1972 durante apresentação no Winterland Ballroom

Jagger–Richards (escrito Jagger–Richard de 1963 a 1978) é a parceria de composição entre os músicos britânicos Mick Jagger e Keith Richards (ambos nascidos em 1943), membros fundadores da banda The Rolling Stones. É uma das parcerias de composição mais bem-sucedidas da história.

## The Glimmer Twins
Além da parceria de composição, ambos também já produziram ou coproduziram vários álbuns dos Rolling Stones sob o pseudônimo The Glimmer Twins. Conta-se que este pseudônimo teria sido dado aos dois por Jagger enquanto ele, Richards e as suas namoradas (Marianne Faithfull e Anita Pallenberg, respectivamente) encontravam-se incógnitos no Brasil em suas férias de 1969. Isso aconteceu devido a uma conversa que os dois haviam tido com um casal britânico que percebeu que eram celebridades, mas que não sabia quem eram, por isso desejava que eles dessem uma pista (glimmer).
Em alusão aos Glimmer Twins, a dupla principal do Aerosmith, Steven Tyler e Joe Perry, foi apelidada de The Toxic Twins, em referência ao seu notório, destrutivo e abusivo vício em drogas, durante a década de 1970.

## Legado
A parceria de Jagger e Richards foi ranqueada pela Rolling Stone em sexto lugar na sua lista dos maiores compositores de todos os tempos. A revista considerou que a dupla "definiu os componentes essenciais de uma canção de rock... e estabeleceu um modelo a ser seguido por futuros roqueiros".